# Горин, Дмитрий Прокофьевич
Дмитрий Прокофьевич (Прокопьевич) Горин (11 февраля 1899, Капал, Семиреченская область — 29 сентября 1943, Алма-Атинская область) — советский борец классического стиля, чемпион и призёр чемпионатов СССР, Заслуженный мастер спорта СССР (1936), тренер, судья всесоюзной категории (1937).

## Биография
Родился 11 февраля 1899 года в станице Копал Семиреченской области.
В 1919 году добровольцем вступил в РККА.
В сентябре 1923 года окончил Главную военную школу физического воспитания трудящихся и с того же года в РККА на руководящей физкультурной работе. На 1936 год — инспектор физподготовки КВО. Начальник отдела физической культуры и спорта ЦДКА с 1941 по 1943 гг.
Увлёкся борьбой в 1922 году. Участвовал в трёх чемпионатах СССР. Одновременно с этим имел достижения в других видах спорта — был судьёй республиканской категории по дзюдо и лыжам.
Полковник. Участник Великой Отечественной войны. В сентябре 1943 года по приказу командования возглавил группу альпинистов, которым было поручено пройти по сложной трассе Главного Талгарского хребта Тянь-Шаня. После покорения вершины, по свидетельству очевидца, на середине спуска сорвался (спускался на руках без страхующих устройств) и погиб.
Похоронен в Алма-Ате.

## Спортивные результаты
- Чемпионат СССР по классической борьбе 1924 года — ;
- Чемпионат СССР по классической борьбе 1926 года — .

## Семья
- Жена Горина, Антонина Фердинандовна (1905—1982) — спортсменка (теннис, лыжные гонки), тренер (теннис), мастер спорта, входила в десятку сильнейших теннисисток страны[5].
- Дочь Преображенская, Лариса Дмитриевна (1929—2009) — теннисистка, Заслуженный тренер СССР[6].
- Дочь Гранатурова Александра Дмитриевна (1927—2004) — теннисистка, тренер, мастер спорта[7].